# Dom Podrzutków w Warszawie
Dom Podrzutków w Warszawie, później Dom ks. Boduena – instytucja charytatywna w Warszawie założona ok. 1732 r. przez księdza Gabriela Baudouina. Jej pierwowzorem był Dom Podrzutków św. Wincentego a Paulo w Paryżu.
Jest uznawany za najstarszy działający w Polsce dom dziecka (obecnie Dom Dziecka nr 15 im. ks. G. P. Baudouina przy ul. Nowogrodzkiej 75).

## Historia
Pierwsza siedziba domu znajdowała się przy ul. Krakowskie Przedmieście, w dwupiętrowej kamienicy na wprost kościoła św. Krzyża. W 1736 r. przebywało w nim 88 dzieci i do drugiej połowy XIX wieku były one przyjmowane głównie anonimowo. Dzieci spoza związków małżeńskich nie miały wówczas prawa m.in. do nazwiska i pracy. Zmienić to mógł jedynie król lub instytucja posiadająca taki królewski przywilej. Dom Podrzutków posiadał takie prawo od 1746 r. W 1738 roku kasztelanowa małogoska Urszula z Bielińskich Czermińska w zapisie fundacyjnym przekazała na rzecz Domu Podrzutków gotówkę oraz dochody z majątku w Kręczkach oraz Umiastowie. W 1824 zostaje zakupiona wieś Kaputy.
W 1757 r. został przeniesiony do nowo wybudowanej siedziby przy placu Wareckim (obecnie plac Powstańców Warszawy). Następnie połączono go ze Szpitalem Generalnym (utworzonym w 1758 r.). Połączonym placówkom nadano wspólną nazwę – Szpital Dzieciątka Jezus.
Instytucja zajmowała się opieką nad porzuconymi niemowlętami. W bramie budynku znajdował się otwór z korytkiem. Gdy pociągnęło się sznur, korytko wysuwało się z bramy, a następnie umieszczano w nim dziecko. Po wsunięciu go ponownie do bramy, dzwonił dzwonek. Wówczas osoba pracująca w placówce odbierała dziecko. Następnie niemowlęta oddawane były kobietom wiejskim, które za opłatą karmiły je. Wymogi jakie im stawiano to: łagodność w obejściu, świeży oddech i pokarm. Jednak z powodu złych warunków higienicznych, mieszkalnych i braku kobiet do karmienia, śmiertelność niemowląt była wysoka. Dom Podrzutków sprawował również opiekę nad starszymi dziećmi.
Placówka najpierw znajdowała się pod opieką księży misjonarzy, a następnie zarząd nad nią przejęły władze świeckie (1838). W 1873 roku otrzymała nazwę Dom Wychowawczy. Na przełomie XIX i XX wieku postanowiono wyburzyć budynki przy pl. Wareckim. W 1901 roku szpital i placówkę wychowawczą przeniesiono na teren byłego Folwarku Świętokrzyskiego. Została ona umieszczona pomiędzy ulicami: Koszykową, Nowogrodzką i pl. Starynkiewicza w kompleksie budynków zbudowanym w latach 1897–1901.
13 listopada 1907 roku Szpital Dzieciątka Jezus i Dom Wychowawczy został przejęty przez Zarząd Miasta, a w roku 1918  Dom Wychowawczy został oddzielony od Szpitala Dzieciątka Jezus. Dyrektorem został dr Ludwik Bondy. Przed II wojną światową w latach 1933-1939 pod kierunkiem dr Józefa Lubczyńskiego wprowadzono wiele reform, Dom został przekształcony w Dom Matki i Dziecka, nadano mu imię Boduena, rozbudowano pomoc samotnym matkom. Przyjmowano tam również dzieci na pobyt czasowy. W czasie drugiej wojny światowej dyrektorką Domu była Maria Wierzbowska, odznaczona pośmiertnie medalem Sprawiedliwej Wśród narodów Świata za pomoc w ratowaniu dzieci żydowskich.
Podczas wojny do placówki trafiały dzieci zagubione i sieroty. Były wśród nich dzieci żydowskie. Starano się, zwłaszcza w przypadku dzieci o semickim wyglądzie, umieszczać je w oddziałach w Klarysewie i Górze Kalwarii, w Naszym Domu na Bielanach oraz zakładach m.in. Rodziny Marii w Łomnej, św. Ignacego w Ignacowie, sióstr felicjanek w Otwocku oraz św. Maura i Placyda w Pruszkowie.
Przez pewien czas w placówce działał szpital. W dniach 27 i 28 sierpnia 1944 dom został przeniesiony do Milanówka, a stamtąd w listopadzie 1944 do Kowańca. 
Po zakończeniu wojny dom powrócił do budynku przy ul Nowogrodzkiej. Od lat 50. XX wieku przebywały w nim dzieci w wieku do trzech lat. Na początku XXI wieku przebywały w nim również małoletnie matki, dzieci niepełnosprawne, chore i upośledzone. Placówka zatrudniała ok. 200 osób.